# Transplante de cérebro
Um transplante de cérebro, também chamado de transplante de todo corpo, é um procedimento no qual o cérebro de um organismo é transplantado para o corpo de outro organismo. É um procedimento distinto do transplante de cabeça, que envolve a transferência de toda a cabeça para um novo corpo, em oposição ao cérebro apenas. Teoricamente, uma pessoa com falência avançada de órgãos poderia receber um corpo novo e funcional, mantendo sua própria personalidade, memórias e consciência através de tal procedimento.
Nenhum transplante de cérebro humano foi realizado. O neurocirurgião estadunidense Robert J. White enxertou a cabeça de um macaco no corpo sem cabeça de outro macaco. As leituras da eletroencefalografia (EEG) mostraram que o cérebro estava funcionando normalmente mais tarde. Pensou-se que ele tinha provado que o cérebro era um órgão imunologicamente privilegiado, porque o sistema imunológico do hospedeiro não o atacou a princípio, mas a imunorejeição causou a morte do macaco após nove dias. Transplantes de cérebro e conceitos semelhantes também foram explorados em várias formas de ficção científica.

## Desafios existentes
Uma das barreiras mais significativas ao procedimento é a incapacidade do tecido nervoso de cicatrizar adequadamente; o tecido nervoso com cicatrizes não transmite bem os sinais, e é por isso que uma lesão na medula espinhal é tão devastadora. A pesquisa do Instituto Wistar da Universidade da Pensilvânia envolvendo ratos que possuem uma capacidade de regenerar tecidos (conhecidos como ratos MRL) pode fornecer dicas para pesquisas futuras sobre como regenerar nervos sem deixar cicatrizes. É possível que um corte totalmente limpo, via guilhotina, não gere tecido cicatricial.
Alternativamente, uma interface cérebro-computador pode ser usada conectando o sujeito ao seu próprio corpo. Um estudo usando um macaco como sujeito mostra que é possível usar comandos diretamente do cérebro, contornar a medula espinhal e habilitar a função manual. Uma vantagem é que essa interface pode ser ajustada após as intervenções cirúrgicas serem feitas, onde os nervos não podem ser reconectados sem cirurgia.
Além disso, para que o procedimento seja prático, a idade do corpo doado deve ser suficiente: um cérebro adulto não pode caber em um crânio que não atingiu seu crescimento total, o que ocorre aos 9–12 anos. Quando os órgãos são transplantados, pode ocorrer rejeição agressiva do sistema imunológico do hospedeiro. Como as células do sistema imunológico do sistema nervoso central contribuem para a manutenção da neurogênese e das habilidades de aprendizagem espacial na idade adulta, o cérebro foi hipotetizado como um órgão imunologicamente privilegiado (não rejeitável). No entanto, a imunorejeção de um cérebro transplantado funcional foi relatada em macacos.

## Transplante cerebral parcial
Em 1982, a Doutora Dorothy T. Krieger, chefe de endocrinologia do Mount Sinai Medical Center na cidade de Nova Iorque, obteve sucesso com um transplante parcial de cérebro em ratos.
Em 1998, uma equipe de cirurgiões do Centro Médico da Universidade de Pittsburgh tentou transplantar um grupo de células cerebrais para Alma Cerasini, que havia sofrido um grave acidente vascular cerebral que causou a perda da mobilidade em seus membros direitos, além de limitação da fala. A esperança da equipe era que as células corrigissem os danos listados.

## Na ficção científica
O transplante de todo corpo é apenas um dos vários meios de colocar uma consciência em um novo corpo que foram explorados na ficção científica.
O exemplo mais recente e famoso sobre transplante de cérebro nos cinemas é do filme Get Out (2017), escrito e dirigido por Jordan Peele, que foi indicado para quatro Oscars e venceu o prêmio de Melhor Roteiro Original. O filme conta a história da jovem Rose Armitage (Allison Williams) que atrai seu jovem namorado Chris Washington (Daniel Kaluuya) para a propriedade de sua família para ser leiloada para um procedimento de transplante de cérebro que permite que residentes brancos mais velhos da comunidade de Armitage obtenham uma pseudo-imortalidade no corpo de uma pessoa negra. A família Armitage é a fundadora do culto The Order of the Coagula, no qual a psiquiatra Missy Armitage (Catherine Keener) usa a hipnose para subjugar a consciência dos negros ao The Sunken Place, e o neurocirurgião Dean Armitage (Bradley Whitford) transplanta o cérebro do branco para o corpo do negro. Devido à necessidade do corpo humano de funções motoras, apenas um transplante cerebral parcial é possível. O Sunken Place é essencial para suprimir as mentes conscientes dos hospedeiros enquanto o tecido cerebral é implantado em seus crânios. Uma vez concluído o transplante de cérebro, a consciência da pessoa branca assume o controle do corpo negro do hospedeiro; enquanto isso, a consciência do negro permanece no The Sunken Place. Enquanto estiver no Sunken Place, a consciência do negro está completamente intacta e ciente do que está acontecendo, mas não tem controle sobre seu corpo.
Na série Evil Con Carne (2003–2004), de Maxwell Atom transmitida no Cartoon Network, Hector Con Carne foi reduzido a um cérebro e um estômago e ambos foram colocados em potes presos ao corpo de um urso de circo russo. O cérebro de Hector é o personagem principal do desenho animado. Outro exemplo é The Mastermind of Mars, de Edgar Rice Burroughs, que envolve um cirurgião que faz transplantes de cérebro como sua operação principal, e um homem da Terra, o narrador e personagem principal, que também é treinado para fazê-lo. Nas histórias de Neil R. Jones em Professeur Jameson (1931), o personagem principal é o último homem da terra, cujo cérebro é salvo por alguns ciborgues alienígenas chamados Zoromes, e é inserido em um corpo robótico, tornando-o imortal. O romance de ficção científica de Robert Heinlein de 1970, I Will Fear No Evil, apresenta um personagem principal chamado Johann Sebastian Bach Smith, cujo cérebro inteiro é transplantado para o crânio de sua falecida secretária.
Semelhante em muitos aspectos a isso, está a ideia de transferência mental, promovida por Marvin Minsky e outros com uma visão mecanicista da inteligência natural e uma visão otimista em relação à inteligência artificial. Outro tema literário semelhante, embora diferente de qualquer dos procedimentos descritos acima, é o transplante de um cérebro humano em um corpo artificial, geralmente robótico. Exemplos disso incluem: Caprica; Ghost in the Shell; RoboCop; o super-herói Homem-Robô da DC Comics; os Cybermen da série de televisão Doctor Who; os cymeks da série Legends of Dune; ou ciborgues de corpo inteiro em muitos mangás ou obras no gênero cyberpunk. Em um episódio de Star Trek, "Spock's Brain", o cérebro de Spock é roubado e instalado em uma grande estrutura semelhante a um computador; e em "I, Mudd", Uhura é oferecida a imortalidade em um corpo andróide. O romance Harvest of Stars, de Poul Anderson, apresenta muitos personagens centrais que passam por esses transplantes e lida com as difíceis decisões que um ser humano enfrenta ao contemplar tal procedimento. No universo expandido de Star Wars, os andróides das sombras foram criados tomando os cérebros de pilotos de caça TIE fighter gravemente feridos. Depois de transplantá-los cirurgicamente para um casulo protetor cheio de fluidos nutritivos, eles foram conectados cirurgicamente a um hardware cibernético que lhes deu sensores externos, controle de voo e computadores táticos que aumentaram seus reflexos além do limite biológico; à custa de sua humanidade. O imperador Darth Sidious também os imbuiu com o lado negro, dando-lhes um sexto sentido e transformando-os em extensões de sua própria vontade.